# 圣纳泽尔 (法属圭亚那)
圣纳泽尔（法語：Saint-Nazaire，法語發音：[sɛ̃ nazɛʁ] ⓘ）是法国在南美洲的海外大区法属圭亚那的一座村庄，属于圣埃利市镇的一部分，位于拉特里尼泰自然保护区和小索湖之间。